# АЭС «Козлодуй»
АЭС «Козлодуй» — действующая атомная электростанция в Болгарии. Станция расположена на берегу реки Дунай, в 200 км к северу от столицы страны Софии и в 5 км от города Козлодуй, в честь которого и получила название.

## История
В 1966 году правительства Болгарии и СССР подписали соглашение о сотрудничестве в строительстве атомной электростанции в Болгарии. 
Строительство АЭС «Козлодуй» началось 6 апреля 1970, в соответствии с совместным техническим проектом «Теплоэлектропроект» (Москва) и НИИПИЕС «Энергопроект» (София).
В 1974 году станция начала генерировать электричество для потребителей. Поставки ядерного топлива для АЭС и все работы с ним вел СССР. В 1991—2002 годах станция располагала шестью энергоблоками суммарной мощностью в 3760 МВт, которые обеспечивали свыше 45 % электроэнергии страны.
В 2002 и 2006 годах Болгария закрыла первые четыре блока АЭС, выполняя условия присоединения к Евросоюзу. ЕС настаивал на выводе из эксплуатации этих реакторов, так как они построены по раннему проекту ВВЭР-440 и не имеют защитной гермооболочки, предназначенной для удержания радиоактивности в случае тяжёлых аварий. Оставшиеся два блока с реакторами ВВЭР-1000 — 5-й и 6-й — успешно прошли модернизацию в 2005—2006 годах, и в настоящее время удовлетворяют требованиям безопасности ЕС.

## Планы дальнейшего строительства
В 2012 году правительство Болгарии объявило о намерении построить ещё один энергоблок на площадке Козлодуй, оговаривая, что строительство и эксплуатация должны осуществляться на рыночных принципах, то есть без государственных субсидий или гарантий. В качестве поставщиков рассматривались Вестингауз Электрик, Дженерал Электрик и Атомстройэкспорт. Весной 2012 года правительство Болгарии сделало выбор в пользу реактора ВВЭР-1000, предложенного Атомстройэкспортом. Однако позднее решение, под давлением США, было пересмотрено в пользу реактора AP1000 американской компании Вестингауз (контрольный пакет принадлежит японской Тошиба).
Договор о строительстве 7-го энергоблока был подписан 1 августа 2014 года. Согласно достигнутым договорённостям, Вестингауз должна была приступить к строительству в 2016 году с выходом на проектную мощность в 2021 году. Первоначально проект оценивался в 7,7 млрд $, после пересмотра бюджета — в 5,3 млрд $. Однако, стороны не смогли обеспечить инвестиции для проекта: предполагалось, что фонды обеспечат Тошиба, Экспортно-импортный банк США и Японский банк для международного сотрудничества; также велись переговоры об инвестициях с турецким банком и Катаром. В конечном итоге Тошиба отказалась инвестировать в строительство. Вестингауз первоначально согласилась обеспечить 30 % фондов, но отказалась принимать финансовое участие после того, как правительство Болгарии предложило компании обеспечить 49 % инвестиций. Последний срок подписания финансового соглашения истек 30 сентября 2014 года. 
В апреле 2015 года премьер-министр Болгарии Бойко Борисов заявил о невозможности обеспечить финансирование строительства. 
По оценке Вестингауз стоимость электроэнергии на 7-м блоке должна составить 75-84 долларов США за МВт ч., в то время как промышленные предприятия в Болгарии платят 55 долларов, это делает проект экономически неоправданным без правительственных субсидий.
В 2020 году была создана рабочая группа экспертов и они в своем докладе поддержали строительство энергоблока с использованием оборудования, которое «Росатом» уже поставил для достройки АЭС «Белене».
Министр энергетики Петкова заявила, что Болгария нуждается в новой ядерной мощности в 2000 МВт, поэтому рассматривается и строительство блока № 7 АЭС «Козлодуй». 
Председатель болгарского атомного форума «Булатом» Богомил Манчев заявил, что для «Козлодуя-7» в любом случае потребуется новый проект, и это приведёт к задержкам во времени и потере вложенных средств на сумму около 250 млн евро; он отметил, что проект АЭС «Белене» прошел все стадии технического проекта, имеются все разрешения, тогда как для лицензирования проекта по строительству «Козлодуя-7» понадобится 5—6 лет.
Между тем болгарские депутаты настаивают на возобновлении строительства АЭС «Белене», и, по сообщениям bourgas.ru, в феврале 2021 года в парламенте страны приняли решение о ее строительстве.
В январе(?) 2021 года София решила отказаться от достройки новой АЭС «Белене», а использовать поставленное «Росатомом» оборудование (его стоимость оценивается в 800 млн долл.) для возведения нового реактора на действующей АЭС «Козлодуй» (такой вариант предложила американская Westinghouse, которая продаст Болгарии технологии для энергоблока и будет сопровождать строительство)..
Между тем, болгарские депутаты настаивают на возобновлении строительства АЭС «Белене», и, по сообщениям bourgas.ru, в феврале 2021 года в парламенте страны приняли решение о ее строительстве.

## Фотографии
- Первый и четвёртый блоки
- Пятый и шестой блоки

## Энергоблоки
| Энергоблок | Тип реакторов | Мощность | Мощность | Начало строительства | В сети     | Коммерческий пуск | Закрытие   |
| Энергоблок | Тип реакторов | Чистый   | Брутто   | Начало строительства | В сети     | Коммерческий пуск | Закрытие   |
| ---------- | ------------- | -------- | -------- | -------------------- | ---------- | ----------------- | ---------- |
| Козлодуй-1 | ВВЭР-440/230  | 408 МВт  | 440 МВт  | 01.04.1970           | 24.07.1974 | 28.10.1974        | 31.12.2002 |
| Козлодуй-2 | ВВЭР-440/230  | 408 МВт  | 440 МВт  | 01.04.1970           | 24.08.1975 | 10.11.1975        | 31.12.2002 |
| Козлодуй-3 | ВВЭР-440/230  | 408 МВт  | 440 МВт  | 01.10.1973           | 17.12.1980 | 20.01.1981        | 31.12.2006 |
| Козлодуй-4 | ВВЭР-440/230  | 408 МВт  | 440 МВт  | 01.10.1973           | 17.05.1982 | 20.06.1982        | 31.12.2006 |
| Козлодуй-5 | ВВЭР-1000/320 | 953 МВт  | 1000 МВт | 09.07.1980           | 29.11.1987 | 23.12.1988        |            |
| Козлодуй-6 | ВВЭР-1000/320 | 953 МВт  | 1000 МВт | 01.04.1982           | 02.08.1991 | 30.12.1993        |            |